# Sylvia Browne
Pour les articles homonymes, voir Browne.
Sylvia Browne (née Sylvia Celeste Shoemaker le 19 octobre 1936 et morte le 20 novembre 2013) est une médium américaine.
Elle fut fréquemment invitée au Larry King Live et à The Montel Williams Show (en). Ses nombreuses erreurs de prédictions ont provoqué des controverses très médiatisées.
Elle prétend avoir apporté des informations au FBI en tant que détective médium (voir Psychic Detectives (en)). Mais dans au moins un cas, étudié par James Randi, un officier de police avec lequel elle déclare avoir travaillé n'exerçait pas à l’endroit indiqué.
Le 3 septembre 2001, elle déclare sur Larry King Live qu’elle accepte le défi à 1 million de dollars de James Randi (One Million Dollar Challenge),. En 2007, James Randi déclare qu’elle n’a pas pris contact avec lui et ne souhaiterait plus le faire.
Une étude détaillée de ses prédictions sur trois ans dans des cas de personnes disparues et de meurtres, par Ryan Shaffer et Agatha Jadwiszczok pour le Skeptical Inquirer, à la suite de son affirmation que 85 % de ses prédictions étaient correctes, révèle que sur 115 cas étudiés aucune prédiction n’a été tout à fait correcte et dans 25 cas où l’épilogue est connu, elle s’est trompée dans tous les cas. En particulier, en 2004, dans l'émission The Montel Williams Show, elle annonce à Louwana Miller que sa fille Amanda Berry (retrouvée vivante en 2013 à la suite de l'affaire des séquestrées de Cleveland) est décédée. Louwana Miller mourut en mars 2006, de « chagrin » selon ses proches.
En 2012, Susan Gerbic et John Edward organisent une manifestation contre Sylvia Browne lors de sa séance à l’Imperial Palace Hotel and Casino de Las Vegas le 13 juillet. 
Elle demande 850 dollars pour une voyance de 20 minutes au téléphone.
Elle a fondé l’église de « chrétiens gnostiques » Novus Spiritus en 1986 en Californie.

## Publications
- Le voyageur mystique (2013)
- La fin des temps (2012)
- La vie des grandes stars dans l'au-delà (2012)
- Médium (2011)
- Les temples de l'au-delà (2010)
- La vie mystique de Jésus (2009)
- Dieu le Père (2009)
- Relations spirituelles (2009)
- Si vous pouviez voir ce que je vois (2008)
- Les sociétés secrètes (2008)
- Méditations (2007)
- Phénomènes (2007)
- L'intangible (2007)
- À la découverte des niveaux de la création (2007)
- Prophéties (2006)
- Vies passées, santé future (2002)

### Liens critiques
- Site officiel
- Ressource relative à la musique :   - Muziekweb
- Ressource relative à l'audiovisuel :   - IMDb
- Notices d'autorité :   - VIAF
  - ISNI
  - BnF (données)
  - IdRef
  - LCCN
  - GND
  - Japon
  - Pays-Bas
  - Pologne
  - Israël
  - NUKAT
  - Suède
  - Australie
  - Norvège
  - Croatie
  - Tchéquie
  - Portugal
  - Lettonie
  - WorldCat
- Sylvia Browne and James Randi's challenge from James Randi Educational Foundation
- "TV Psychic Misses Mark on Miners."